# Giuseppe Marotta (Fußballmanager)

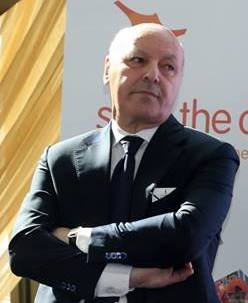
Marotta (2016)

Giuseppe "Beppe" Marotta (* 25. März 1957 in Varese) ist ein italienischer Fußballmanager. Von 2010 bis Oktober 2018 war Marotta Generaldirektor für den sportlichen Bereich von Juventus Turin. Davor war Marotta unter anderem Generaldirektor bei Sampdoria Genua. Seit dem 13. Dezember 2018 ist er Geschäftsführer bei Inter Mailand.
Giuseppe Marotta wurde 2014 in die Hall of Fame des Italienischen Fußballs aufgenommen.